# Bahnstrecke Witten/Dortmund–Oberhausen/Duisburg
| Strecke von links · Abzweig quer und von links                    |     | Strecke von Dortmund-Lütgendortmund (siehe unten) | Strecke von Dortmund-Lütgendortmund (siehe unten) |
| Abzweig nach rechts und von rechts · Strecke                      | 0,0 | Bochum-Langendreer Lpf (siehe unten)              | Bochum-Langendreer Lpf (siehe unten)              |
| Kreuzung geradeaus oben · Kreuzung geradeaus oben                 |     | Strecke Osterath–Dortmund Süd                     | Strecke Osterath–Dortmund Süd                     |
| Abzweig geradeaus und von rechts · Strecke                        | 1,0 | Bochum-Langendreer Bez Kreuz (Bft)                | Bochum-Langendreer Bez Kreuz (Bft)                |
| Kreuzung geradeaus oben · Kreuzung geradeaus oben                 |     | S-Bahn-Strecke Bochum–Dortmund S 1 (siehe unten)  | S-Bahn-Strecke Bochum–Dortmund S 1 (siehe unten)  |
| Strecke nach halblinks · Strecke nach halbrechts und Tunnelanfang |     | Tunnel Oberstraße (565 m)                         | Tunnel Oberstraße (565 m)                         |
| Strecke von halblinks und Tunnelende · Strecke von halbrechts     | 1,0 | Bochum-Langendreer Kreuz (Abzw)                   | Bochum-Langendreer Kreuz (Abzw)                   |
| Strecke · Abzweig geradeaus und ehemals nach links                |     | ehem. Strecke nach DO-Löttringhausen              | ehem. Strecke nach DO-Löttringhausen              |
| Verschwenkung nach links · Verschwenkung nach rechts              | 2,6 | Stockumer Straße (Abzw)                           | Stockumer Straße (Abzw)                           |
| ehemalige Blockstelle                                             | 3,5 | Holz (Bk)                                         | Holz (Bk)                                         |
| Abzweig geradeaus und von links                                   |     | S-Bahnstrecke von Dortmund S 5                    | S-Bahnstrecke von Dortmund S 5                    |
| Bahnhof mit S-Bahn-Halt                                           | 6,8 | Witten Hbf                                        | Witten Hbf                                        |
| Abzweig geradeaus und nach rechts                                 |     | Strecke über Wengern Ost nach Hagen               | Strecke über Wengern Ost nach Hagen               |
| Strecke                                                           |     | Strecke über Wetter nach Hagen S 5                | Strecke über Wetter nach Hagen S 5                |

| Verschwenkung von links · Verschwenkung von rechts                                                                                                   |                      | Hauptstrecke von Hamm                               | Hauptstrecke von Hamm                               |
| Abzweig geradeaus und von rechts · Strecke |                      | Strecke von Lünen                                   | Strecke von Lünen                                   |
| Bahnhof · Bahnhof mit S-Bahn-Halt | 164,3 19,1           | Dortmund Hbf (ehem. Dortmund BME)                   | Dortmund Hbf (ehem. Dortmund BME)                   |
| Strecke · Abzweig geradeaus und nach links |                      | Strecke nach Soest & Strecke nach Iserlohn          | Strecke nach Soest & Strecke nach Iserlohn          |
| Strecke · Abzweig geradeaus und nach links |                      | S-Bahnstrecke nach Witten S 5                       | S-Bahnstrecke nach Witten S 5                       |
| Abzweig geradeaus und nach rechts · Strecke |                      | Strecke nach Dortmund-Mengede                       | Strecke nach Dortmund-Mengede                       |
| Abzweig geradeaus und nach rechts · Strecke |                      | Strecke nach Dortmund-Rahm                          | Strecke nach Dortmund-Rahm                          |
| Verschwenkung von links · Verschwenkung von links · Verschwenkung von rechts                                                                         |                      | S-Bahnstrecke nach Dortmund-Mengede S 2             | S-Bahnstrecke nach Dortmund-Mengede S 2             |
| Strecke · Tunnelanfang · Strecke |                      | Dorstfelder Tunnel (366 m)                          | Dorstfelder Tunnel (366 m)                          |
| Kreuzung geradeaus unten · Turm-S-Bahnhof (im Tunnel) · Abzweig geradeaus und nach rechts                                                            | 16,5                 | Dortmund-Dorstfeld (Turmbahnhof, tief)              | Dortmund-Dorstfeld (Turmbahnhof, tief)              |
| Kreuzung geradeaus unten · Turm-S-Bahnhof (im Tunnel) · Kreuzung geradeaus unten                                                                     |                      | Strecke Lütgendortmund–Dortmund Süd S 4             | Strecke Lütgendortmund–Dortmund Süd S 4             |
| Kreuzung geradeaus unten · Kreuzung mit oberirdischer Strecke (im Tunnel) · Abzweig quer und nach rechts                                             |                      | Strecke Dortmund-Huckarde–Dortmunderfeld            | Strecke Dortmund-Huckarde–Dortmunderfeld            |
| ehemaliger Bahnhof · Strecke nach links (im Tunnel) · Strecke von rechts                                                                             | 161,3 00,0           | Dortmund-Dorstfeld (alt)                            | Dortmund-Dorstfeld (alt)                            |
| Strecke · Tunnelanfang |                      | Uni-Tunnel (1352 m)                                 | Uni-Tunnel (1352 m)                                 |
| Strecke · S-Bahn-Halt (im Tunnel) | 15,4                 | Dortmund-Dorstfeld Süd                              | Dortmund-Dorstfeld Süd                              |
| Strecke · S-Bahn-Halt (im Tunnel) | 14,5                 | Dortmund Universität                                | Dortmund Universität                                |
| Überleitstelle / Spurwechsel · Tunnelende | 158,6 00,0           | Abzw Dortmund-Lütgendortmund                        | Abzw Dortmund-Lütgendortmund                        |
| Strecke · Strecke geradeaus |                      | Aufständerung Oespel (545 m)                        | Aufständerung Oespel (545 m)                        |
| Strecke · S-Bahn-Halt | 11,9                 | Dortmund-Oespel                                     | Dortmund-Oespel                                     |
| ehemaliger Dienststation / Betriebs- oder Güterbahnhof · Strecke                                                                                     | 157,1 00,0           | Dortmund-Lütgendortmund Gbf                         | Dortmund-Lütgendortmund Gbf                         |
| ehemaliger Haltepunkt / Haltestelle · Strecke | 156,7 00,0           | Dortmund-Lütgendortmund Hp                          | Dortmund-Lütgendortmund Hp                          |
| Strecke · S-Bahn-Halt | 10,7                 | Dortmund-Kley                                       | Dortmund-Kley                                       |
| Strecke · Überleitstelle / Spurwechsel | 10,1                 | Üst Dortmund-Kley                                   | Üst Dortmund-Kley                                   |
| Strecke · Strecke |                      | „Rheinische Strecke“ von Dortmund Süd               | „Rheinische Strecke“ von Dortmund Süd               |
| Abzweig geradeaus und nach links · Kreuzung geradeaus unten · Kreuzung geradeaus unten                                                               |                      | Strecke nach Witten (siehe oben)                    | Strecke nach Witten (siehe oben)                    |
| Abzweig geradeaus und von links · Kreuzung geradeaus unten · Kreuzung geradeaus unten                                                                |                      | Strecke von Witten (siehe oben)                     | Strecke von Witten (siehe oben)                     |
| Strecke · Abzweig geradeaus und von links · Kreuzung geradeaus unten                                                                                 |                      | Bochum-Langendreer Bez Süd                          | Bochum-Langendreer Bez Süd                          |
| Strecke · Strecke · S-Bahn-Halt | 7,3                  | Bochum-Langendreer (S-Bahn) ⊙                       | Bochum-Langendreer (S-Bahn) ⊙                       |
| Dienststation / Betriebs- oder Güterbahnhof · Strecke · Strecke                                                                                      | 153,0 00,0           | Bochum-Langendreer Lpf                              | Bochum-Langendreer Lpf                              |
| Strecke · Strecke · S-Bahn-Halt | 5,9                  | Bochum-Langendreer West ⊙                           | Bochum-Langendreer West ⊙                           |
| Strecke · Dienststation / Betriebs- oder Güterbahnhof · Strecke                                                                                      |                      | Bochum-Langendreer Lgf                              | Bochum-Langendreer Lgf                              |
| Strecke · Abzweig geradeaus und nach links · Kreuzung geradeaus unten                                                                                |                      | Strecke nach Bochum-Laer                            | Strecke nach Bochum-Laer                            |
| Strecke · Dienststation / Betriebs- oder Güterbahnhof · Strecke                                                                                      |                      | Bochum-Langendreer Bez West                         | Bochum-Langendreer Bez West                         |
| Abzweig geradeaus und nach links · Abzweig geradeaus und von rechts · Strecke                                                                        | 148,4 00,0           | Prinz von Preußen (Abzw)                            | Prinz von Preußen (Abzw)                            |
| Strecke nach halblinks · Abzweig geradeaus und nach halbrechts · Strecke                                                                             |                      | (Überwerfungsbauwerk)                               | (Überwerfungsbauwerk)                               |
| Strecke von halblinks · Abzweig geradeaus und von halbrechts · Strecke                                                                               |                      | „Rheinische Strecke“ nach Bochum Nord               | „Rheinische Strecke“ nach Bochum Nord               |
| Abzweig ehemals quer und nach rechts · Kreuzung geradeaus oben (Querstrecke außer Betrieb) · Kreuzung geradeaus oben (Querstrecke außer Betrieb)     |                      | ehem. Strecke Bochum Nord–Bochum-Weitmar            | ehem. Strecke Bochum Nord–Bochum-Weitmar            |
| Bahnhof · S-Bahnhof | 146,0 00,016,1 146,0 | Bochum Hbf                                          | Bochum Hbf                                          |
| Abzweig geradeaus, nach rechts und ehemals von rechts · Strecke                                                                                      |                      | Strecke nach Bochum West                            | Strecke nach Bochum West                            |
| |                      |                                                     |                                                     |
| ehemaliger Bahnhof · ehemaliger Bahnhof | 15,4 145,3           | Bochum Süd (ehem. Bochum Hbf alt, zuvor Bochum BME) | Bochum Süd (ehem. Bochum Hbf alt, zuvor Bochum BME) |
| |                      |                                                     |                                                     |
| Strecke · S-Bahn-Halt | 15,0 145,9           | Bochum-Ehrenfeld (S-Bahn)                           | Bochum-Ehrenfeld (S-Bahn)                           |
| Dienststation / Betriebs- oder Güterbahnhof · Strecke                                                                                                | 14,7 000,0           | Bochum Gbf                                          | Bochum Gbf                                          |
| Abzweig geradeaus und nach links · Abzweig geradeaus und von rechts                                                                                  | 14,0 144,9           |                                                     |                                                     |
| Blockstelle · Strecke | 13,5 144,4           | Bochum-Ehrenfeld (Bft)                              | Bochum-Ehrenfeld (Bft)                              |
| Strecke von links · Strecke nach rechts · Strecke |                      | (Trassen von 1875 und 1862)                         | (Trassen von 1875 und 1862)                         |
| Strecke · S-Bahn-Halt | 140,8                | Wattenscheid-Höntrop                                | Wattenscheid-Höntrop                                |
| Strecke · Bahnübergang | 140,0                | BÜ Ginsterweg                                       | BÜ Ginsterweg                                       |
| Haltepunkt / Haltestelle · Strecke | 9,7 000,0            | Wattenscheid (ehem. Wattenscheid BME)               | Wattenscheid (ehem. Wattenscheid BME)               |
| Überleitstelle / Spurwechsel · Strecke | 8,7 000,0            | Wattenscheid Üst                                    | Wattenscheid Üst                                    |
| Strecke · Bahnübergang | 138,7                | BÜ Stalleickenweg                                   | BÜ Stalleickenweg                                   |
| Strecke · Abzweig geradeaus und ehemals nach rechts                                                                                                  |                      | weichenloser Gleisanschluss Umspannwerk             | weichenloser Gleisanschluss Umspannwerk             |
| Strecke · Bahnübergang | 137,4                | BÜ Weg am Berge                                     | BÜ Weg am Berge                                     |
| Strecke · S-Bahn-Halt | 136,9                | Essen-Eiberg                                        | Essen-Eiberg                                        |
| Strecke · Bahnübergang | 136,4                | BÜ Tossens Büschken                                 | BÜ Tossens Büschken                                 |
| Strecke · Abzweig geradeaus und ehemals nach links                                                                                                   | 136,4                | Abzw Essen-Steele Ost W92                           | Abzw Essen-Steele Ost W92                           |
| Strecke · Abzweig geradeaus und von links |                      | S-Bahnstrecke von Hattingen (Ruhr) S 3              | S-Bahnstrecke von Hattingen (Ruhr) S 3              |
| Strecke · S-Bahnhof | 135,3                | Essen-Steele Ost (ehem. Steele Hbf)                 | Essen-Steele Ost (ehem. Steele Hbf)                 |
| Strecke · Abzweig geradeaus, nach links und von links                                                                                                |                      | S-Bahnstrecke von Wuppertal S 9                     | S-Bahnstrecke von Wuppertal S 9                     |
| Strecke · S-Bahnhof | 134,2                | Essen-Steele                                        | Essen-Steele                                        |
| Haltepunkt / Haltestelle · Strecke | 4,7 000,0            | Essen-Kray Süd                                      | Essen-Kray Süd                                      |
| Abzweig geradeaus und nach links · Strecke von rechts · Strecke                                                                                      | 3,9 000,0            | Essen-Kray Süd Abzw                                 | Essen-Kray Süd Abzw                                 |
| Kreuzung geradeaus unten · Abzweig geradeaus, von links und von rechts · Strecke nach rechts                                                         |                      | Strecke von Gelsenkirchen S 2                       | Strecke von Gelsenkirchen S 2                       |
| Abzweig geradeaus und von rechts · Strecke |                      | und ehem. Strecke von Essen-Katernberg              | und ehem. Strecke von Essen-Katernberg              |
| Strecke · Abzweig geradeaus und von links |                      | S-Bahnstrecke von Kettwig S 6                       | S-Bahnstrecke von Kettwig S 6                       |
| Bahnhof · Bahnhof mit S-Bahn-Halt | 0,2 129,5            | Essen Hbf (ehem. Essen BME)                         | Essen Hbf (ehem. Essen BME)                         |
| Dienststation / Betriebs- oder Güterbahnhof · S-Bahnhof                                                                                              | 127,1                | Essen West                                          | Essen West                                          |
| Abzweig geradeaus und ehemals nach rechts · Abzweig geradeaus und nach links · Strecke von rechts                                                    |                      | ehem. zur Strecke nach Essen-Borbeck                | ehem. zur Strecke nach Essen-Borbeck                |
| Strecke · S-Bahn-Halt · Strecke | 126,0                | Essen-Frohnhausen                                   | Essen-Frohnhausen                                   |
| Kreuzung geradeaus oben · Kreuzung geradeaus oben · Strecke nach rechts                                                                              |                      | Strecke nach Essen-Borbeck S 9                      | Strecke nach Essen-Borbeck S 9                      |
| Kreuzung geradeaus oben · Kreuzung geradeaus oben · Strecke von rechts                                                                               |                      | ehem. Strecke heute Bahnhofsgleis von Essen West    | ehem. Strecke heute Bahnhofsgleis von Essen West    |
| Kreuzung geradeaus oben (Querstrecke außer Betrieb) · Kreuzung geradeaus oben (Querstrecke außer Betrieb) · Abzweig geradeaus und ehemals von rechts |                      | ehem. Strecke von Essen Nord                        | ehem. Strecke von Essen Nord                        |
| Kreuzung geradeaus oben (Querstrecke außer Betrieb) · Kreuzung geradeaus oben (Querstrecke außer Betrieb) · Abzweig geradeaus und ehemals von rechts |                      | ehem. Strecke von Essen-Borbeck                     | ehem. Strecke von Essen-Borbeck                     |
| Strecke · Strecke · Abzweig geradeaus und ehemals von links                                                                                          |                      | ehem. Strecke von Altendorf (Ruhr)                  | ehem. Strecke von Altendorf (Ruhr)                  |
| Strecke nach halblinks · Strecke nach halbrechts · Betriebsstelle Strecke ab hier außer Betrieb                                                      | 123,9                | Mülheim (Ruhr)-Heißen (Bft, ehem. Bf)               | Mülheim (Ruhr)-Heißen (Bft, ehem. Bf)               |
| Strecke von halblinks · Strecke von halbrechts · Strecke (außer Betrieb)                                                                             |                      | (Überwerfungsbauwerk, ab hier Richtungsbetrieb)     | (Überwerfungsbauwerk, ab hier Richtungsbetrieb)     |
| S-Bahn-Halt · Haltepunkt / Haltestelle · Bahnhof (Strecke außer Betrieb)                                                                             | 119,5                | Mülheim (Ruhr) Hbf (Hp, ehem. Keilbahnhof)          | Mülheim (Ruhr) Hbf (Hp, ehem. Keilbahnhof)          |
| Verschwenkung von rechts · Verschwenkung von rechts · Strecke nach links und von halbrechts                                                          |                      | ehem. Strecke nach Duisburg-Hochfeld Süd            | ehem. Strecke nach Duisburg-Hochfeld Süd            |
| S-Bahn-Halt · Blockstelle | 118,1                | Mülheim (Ruhr) West (ehem. Mülheim BME)             | Mülheim (Ruhr) West (ehem. Mülheim BME)             |
| Strecke · Abzweig geradeaus und ehemals von links |                      | ehem. Untere Ruhrtalbahn von Kettwig                | ehem. Untere Ruhrtalbahn von Kettwig                |
| S-Bahnhof · Dienststation / Betriebs- oder Güterbahnhof                                                                                              | 116,40,1             | Mülheim (Ruhr)-Styrum                               | Mülheim (Ruhr)-Styrum                               |
| Strecke nach rechts und von halblinks · Verschwenkung von rechts · Verschwenkung von rechts                                                          |                      | ehem. Strecke nach DU-Ruhrort (siehe unten)         | ehem. Strecke nach DU-Ruhrort (siehe unten)         |
| Strecke von rechts · Abzweig geradeaus und nach rechts · Abzweig geradeaus und nach rechts                                                           |                      | Strecken nach Oberhausen S 3 (siehe unten)          | Strecken nach Oberhausen S 3 (siehe unten)          |
| Abzweig geradeaus und nach links · Kreuzung geradeaus unten · Abzweig geradeaus und von rechts                                                       | 3,9                  | Kaiserberg (Abzw)                                   | Kaiserberg (Abzw)                                   |
| Bahnhof mit S-Bahn-Halt · S-Bahnhof · Bahnhof | 6,3                  | Duisburg Hbf (ehem. Duisburg BME)                   | Duisburg Hbf (ehem. Duisburg BME)                   |
| Strecke · Strecke · Strecke |                      | Hauptstrecke nach Düsseldorf S 1                    | Hauptstrecke nach Düsseldorf S 1                    |

| Strecke |           | Strecke von Oberhausen-Osterfeld Süd           | Strecke von Oberhausen-Osterfeld Süd           |
| Abzweig geradeaus und von rechts                                                                                            |           | Strecke von Wesel                              | Strecke von Wesel                              |
| Abzweig geradeaus und von links · Abzweig quer und von links                                                                |           | Strecke von Essen-Altenessen                   | Strecke von Essen-Altenessen                   |
| Bahnhof mit S-Bahn-Halt · Bahnhof mit S-Bahn-Halt                                                                           | 4,0 000,0 | Oberhausen Hbf (ehem. Oberhausen BME)          | Oberhausen Hbf (ehem. Oberhausen BME)          |
| Abzweig geradeaus und nach rechts · Strecke                                                                                 |           | Strecke nach Duisburg-Ruhrort                  | Strecke nach Duisburg-Ruhrort                  |
| Kreuzung geradeaus unten · Strecke nach rechts                                                                              |           | Strecke nach Duisburg                          | Strecke nach Duisburg                          |
| Strecke · Strecke von links · Strecke von links                                                                             |           | Strecke von Mülheim (Ruhr) S 1S 3 (siehe oben) | Strecke von Mülheim (Ruhr) S 1S 3 (siehe oben) |
| Strecke · S-Bahnhof · Dienststation / Betriebs- oder Güterbahnhof                                                           | 0,0 116,4 | Mülheim (Ruhr)-Styrum                          | Mülheim (Ruhr)-Styrum                          |
| Strecke · Abzweig geradeaus und nach links · Abzweig geradeaus und nach links                                               |           | Strecke nach Duisburg S 1 (siehe oben)         | Strecke nach Duisburg S 1 (siehe oben)         |
| Strecke · Abzweig ehemals geradeaus und nach links · Abzweig geradeaus und von rechts                                       | 0,9 000,0 | Mülheim (Ruhr)-Styrum Bez West                 | Mülheim (Ruhr)-Styrum Bez West                 |
| Abzweig geradeaus und ehemals nach links · Abzweig geradeaus und nach rechts (Strecke außer Betrieb) · Strecke              |           | (alte Trasse bis 1888)                         | (alte Trasse bis 1888)                         |
| Strecke nach links · Kreuzung geradeaus unten (Strecke geradeaus außer Betrieb) · Abzweig ehemals geradeaus und nach rechts |           | (neue Trasse ab 1888) S 3                      | (neue Trasse ab 1888) S 3                      |
| Abzweig geradeaus und von links (Strecke außer Betrieb) · Strecke nach rechts (außer Betrieb)                               | 114,7     | Hiberniastr (Abzw)                             | Hiberniastr (Abzw)                             |
| Kreuzung geradeaus oben (Strecke geradeaus außer Betrieb)                                                                   |           | Strecke Oberhausen Hbf–Duisburg Hbf            | Strecke Oberhausen Hbf–Duisburg Hbf            |
| Bahnhof (Strecke außer Betrieb)                                                                                             | 113,8     | Alstaden                                       | Alstaden                                       |
| Haltepunkt / Haltestelle (Strecke außer Betrieb)                                                                            | 113,1     | Duisburg-Dümpten                               | Duisburg-Dümpten                               |
| Abzweig geradeaus und nach links (Strecke außer Betrieb)                                                                    |           | ehem. Strecke nach Duisburg-Ruhrort Hafen      | ehem. Strecke nach Duisburg-Ruhrort Hafen      |
| Kreuzung geradeaus oben (Strecke geradeaus außer Betrieb)                                                                   |           | Strecke Oberhausen West–Abzw Sigle             | Strecke Oberhausen West–Abzw Sigle             |
| Brücke über Wasserlauf (Strecke außer Betrieb)                                                                              |           | Rhein-Herne-Kanal (ehem. Gleisverschlingung)   | Rhein-Herne-Kanal (ehem. Gleisverschlingung)   |
| Haltepunkt / Haltestelle (Strecke außer Betrieb)                                                                            | 111,8     | Duisburg-Ratingsee                             | Duisburg-Ratingsee                             |
| Abzweig ehemals geradeaus und von rechts                                                                                    |           | Strecke von Oberhausen                         | Strecke von Oberhausen                         |
| Bahnhof | 110,8     | Duisburg-Meiderich Süd                         | Duisburg-Meiderich Süd                         |
| Abzweig geradeaus und ehemals von rechts                                                                                    |           | ehem. Strecke von Duisburg-Meiderich Nord      | ehem. Strecke von Duisburg-Meiderich Nord      |
| ehemaliger Dienststation / Betriebs- oder Güterbahnhof                                                                      | 108,8     | Duisburg-Ruhrort Hafen alt                     | Duisburg-Ruhrort Hafen alt                     |
| Abzweig geradeaus und ehemals nach links                                                                                    |           | ehem. Strecke nach Duisburg-Ruhrort Hafenbf    | ehem. Strecke nach Duisburg-Ruhrort Hafenbf    |
| Haltepunkt / Haltestelle Strecke ab hier außer Betrieb                                                                      | 107,3     | Duisburg-Ruhrort (ehem. Bf)                    | Duisburg-Ruhrort (ehem. Bf)                    |
| Eisenbahnfähre (Strecke außer Betrieb)                                                                                      |           | ehem. Trajekt Ruhrort–Homberg                  | ehem. Trajekt Ruhrort–Homberg                  |
| Bahnhof (Strecke außer Betrieb)                                                                                             | (105,9)   | Homberg (Nrh)                                  | Homberg (Nrh)                                  |
| Strecke (außer Betrieb) |           | ehem. Strecke nach Mönchengladbach             | ehem. Strecke nach Mönchengladbach             |

Die Bahnstrecke Witten/Dortmund–Oberhausen/Duisburg ist eine der wichtigsten und am meisten befahrenen Eisenbahnstrecken in Deutschland. Sie ist Hauptachse des Schienenpersonenfern- und -nahverkehrs auf der Ost-West-Achse des Ruhrgebietes, u. a. befahren von Intercity-Express, Intercity, Regional-Express, Regionalbahn und der S-Bahn Rhein-Ruhr.
Streng genommen besteht diese Hauptstrecke heute aus zwei parallelen, jeweils zweigleisigen Strecken für Fernbahn und S-Bahn, die sich streckenweise einen Bahnkörper teilen, in mehreren Streckenabschnitten aber völlig eigenständige Streckenverläufe aufweisen. Die Fernbahnstrecke folgt dabei größtenteils dem historischen Verlauf der Strecke, die 1860–1862 von der Bergisch-Märkischen Eisenbahn-Gesellschaft im Anschluss an ihre Stammstrecke Elberfeld – Dortmund gebaut wurde.

## Geschichte
Die Cöln-Mindener Eisenbahn-Gesellschaft (kurz CME) hatte 1845–1847 beim Bau ihrer Stammstrecke das stark hügelige Land entlang von Ruhr und Wupper weiträumig umgangen, um Kosten beim Bau und Betrieb der Strecke zu minimieren. Damit war sie aber von den Kohlengruben abgeschnitten, die sich zur Mitte des 19. Jahrhunderts am Nordufer der Ruhr befanden.
Die Bergisch-Märkische Eisenbahn-Gesellschaft (kurz BME) hatte dagegen 1847–1849 mit ihrer Stammstrecke eine Bahnverbindung des hochindustrialisierten Gebietes im Tal der Wupper und des Bergischen Landes in östlicher Richtung geschaffen und schreckte daher nicht vor der Erschließung des Gebietes zwischen Ruhr und Emscher zurück. Mit der Ruhrgebietsstrecke wollte sie insbesondere den lukrativen Anschluss der Kohlegruben nördlich der Ruhr herstellen.

### Bau der ursprünglichen Strecke
Der für dieses Vorhaben am günstigsten gelegene Bahnhof war der von Witten, von hier aus begann die BME mit dem Bau ihrer Strecke Richtung Westen. Am 26. Oktober 1860 wurde der erste Streckenabschnitt von Witten BME nach Bochum BME (ehemals Bochum Süd, Bochum Hbf (alt)) für den Personenverkehr freigegeben.
Am 1. März 1862 wurde dann zunächst das Teilstück von Bochum über Steele, Essen BME, Mülheim (Ruhr) BME und Styrum nach Oberhausen BME eröffnet, wenige Wochen danach am 1. Mai 1862 mit dem Abschnitt von Styrum nach Duisburg BME die Strecke im Westen vorerst vollendet.
Noch im gleichen Jahr wurde die Strecke dann von Langendreer BME rückwärtig Richtung Osten nach Dortmund BME verlängert und am 5. Oktober 1862 für den Personenverkehr eröffnet.

### Strecke Styrum – Ruhrort
In den Folgejahren wurde die Strecke kontinuierlich ausgebaut und um Anschlussstrecken erweitert. Mit dem Bau der Bahnstrecke von Witten über Essen nach Duisburg hatte sich die Bergisch-Märkische Eisenbahn 1862 einen eigenen Zugang zu den Kohlenzechen des Ruhrgebiets erschlossen und war dadurch in der Lage, der bisher dort ausschließlich tätigen Köln-Mindener Eisenbahn Konkurrenz zu bieten. Zur Abfuhr der Kohlen auch in Richtung Belgien, Niederlande und zu den dortigen Seehäfen beschloss sie den Bau einer Anschlussstrecke von Mülheim-Styrum zum Ruhrorter Hafen.
Nachdem die BME 1864 zunächst die Betriebsführung und später auch die Strecken der Königlichen Direction der Aachen-Düsseldorf-Ruhrorter Eisenbahn inklusive des Trajektes Ruhrort-Homberg übernommen hatte, baute sie zum Teil parallel zur älteren Bahnstrecke der CME aus Oberhausen eine eigene Strecke nach Ruhrort von Styrum über Meiderich(-Süd), die am 4. Dezember 1867 eingeweiht wurde.
Im Bahnhof Duisburg-Meiderich Süd traf die Bahnstrecke auf die Ruhrortbahn und folgte dem Verlauf bis zum unmittelbar am Eisenbahnhafen gelegenen Bahnhof Ruhrort, wo bis 1907 eine Anbindung an das linke Rheinufer und die Aachen-Düsseldorf-Ruhrorter Eisenbahn-Gesellschaft durch das Trajekt Ruhrort–Homberg bestand.
Eine betriebliche Besonderheit stellte die Gleisverschlingung zwischen Dümpten und Ratingsee dar, welche auf der nur für eingleisigen Betrieb ausgelegten Brücke über den Rhein-Herne-Kanal eine weichenfreie zweigleisige Streckenführung ermöglichte.
Der Personenverkehr war seit den 60er Jahren von Akkutriebwagen der Baureihe ETA 150 durchgeführt worden. Der Personenverkehr auf der Bahnstrecke wurde zum 1. April 1995 eingestellt, die Gesamtstilllegung folgte 1996. Die Brücke über den Rhein-Herne-Kanal wurde nach der Stilllegung abgerissen.

### Zweite Strecke Essen – Bochum
Am 1. November 1874 wurde zunächst für den Güterverkehr und zwei Monate später am 1. Januar 1875 auch für den Personenverkehr eine überwiegend etwa zwei Kilometer weiter nördlich der bestehenden Trasse errichtete, zusätzliche Strecke eingeweiht, die von Essen BME über Wattenscheid BME nach Bochum BME, und von dort mit durchgehender Kilometrierung weiter über Bochum-Riemke und Herne-Rottbruch nach Herne BME verlief. Später wurde diese Strecke über Crange und Bismarck weiter nach Oberhausen BME bzw. zurück nach Essen BME weitergebaut.
Nach der Verlegung des Bergisch-Märkischen Bahnhofs (Bochum BME) 1957 zum heutigen Bochumer Hauptbahnhof wurde ein kurzer Streckenabschnitt zwischen dem alten Hauptbahnhof und Bochum West stillgelegt. Anstelle dessen entstand 1979 eine Verbindungskurve aus östlicher Richtung vom neuen Hauptbahnhof nach Bochum West.
Seitdem ist diese Strecke in zwei unterschiedliche Teile getrennt, das westliche Teilstück wird heute vom Fern- und Regionalverkehr zwischen Duisburg und Dortmund befahren (ansonsten nutzt dieser die ursprüngliche Trasse), während der nördliche Ast gegenwärtig nur von der nach Gelsenkirchen durchgebundenen Regionalbahn RB 46 „Glückauf-Bahn“ und Güterverkehr genutzt wird. Letzterer wird gewöhnlich auf die „Rollbahn“ Richtung Münster oder die „Emschertalbahn“ nach Duisburg weitergeführt.

### Ausbau für S-Bahn
Im Rahmen der Errichtung der S-Bahn Rhein-Ruhr wurde Anfang der 1970er Jahre begonnen, die Strecke durchgängig mindestens viergleisig auszubauen. Am 23. September 1973 wurde der Abschnitt zwischen dem damaligen Bahnhof Mülheim-Eppinghofen (heute Mülheim (Ruhr) Hauptbahnhof) und Bahnhof Mülheim (Ruhr)-Styrum eingeweiht, am 10. Dezember 1973 folgte ein weiterer Abschnitt bis Duisburg Hauptbahnhof. Mit Eröffnung des S-Bahn-Verkehres wurde der Fernverkehr auf dem Abschnitt von Mülheim-Styrum nach Oberhausen Hauptbahnhof eingestellt.
Nach Eröffnung zweier weiterer Teilstücke am 11. März 1974 zwischen Essen Hauptbahnhof und Essen-Steele sowie Essen West und dem nunmehr so benannten Mülheimer Hauptbahnhof wurde die S-Bahn-Linie S 1 zwischen Duisburg-Großenbaum und Bochum Hauptbahnhof und die Linie S 3 zwischen Oberhausen Hauptbahnhof und Hattingen der Öffentlichkeit übergeben.
Da die 1968 gegründete Universität Dortmund unbedingt Anschluss an das S-Bahn-Netz erhalten sollte, wurde bis zum 24. September 1983 eine völlig neue Trasse – teilweise unter Tage – zwischen Bochum-Langendreer und Dortmund-Dorstfeld gebaut, von wo aus die Trasse wieder der historischen Route zum Dortmunder Hauptbahnhof folgt.

### Ausbau für Fern- und Regionalverkehr
Um die überlastete Bahnstrecke Elberfeld–Dortmund zwischen Witten Hauptbahnhof und Dortmund Hauptbahnhof zu entlasten, wurde unter der Streckennummer 2125 von der Abzweigstelle Stockumer Straße in Bochum-Langendreer zur Abzweigstelle Lütgendortmund eine zusätzliche Verbindungsstrecke durch den 565 Meter langen Tunnel Oberstraße zur Fernbahntrasse Richtung Dortmund gebaut und am 29. Mai 1988 in Betrieb genommen.
Seitdem fahren alle Intercity und Intercity-Express zwischen Wuppertal und Dortmund ebenso wie die beiden Regional-Express-Linien RE 4 und RE 34 über diesen Streckenabschnitt. Das gilt auch für Teile der IC-Linie 34.

### Teilstilllegung
Anfang des 20. Jahrhunderts waren bis zu vier parallele Gleise ausschließlich für den Güterverkehr genutzt worden, mit dessen Niedergang nach dem Zweiten Weltkrieg auf dieser Strecke wurden diese Gleise dann nach und nach stillgelegt. Teilweise wurden sie im Rahmen des S-Bahn-Neubaus bzw. der neuen Fernbahnstrecke zwischen Witten und Dortmund wieder in Betrieb genommen.
Auf dem Abschnitt zwischen Duisburg-Meiderich Süd und Mülheim (Ruhr)-Styrum fuhren zuletzt nur noch Akkutriebwagen der Baureihe 515. Der Gesamtverkehr wurde am 1. April 1995 eingestellt, der Abschnitt gut ein Jahr später am 1. Mai 1996 endgültig stillgelegt. Der südliche Bahnsteig des Bahnhofs Duisburg-Meiderich Süd, der sich östlich anschließende Bahndamm und die Brücke über den Rhein-Herne-Kanal wurden sofort abgebaut, die restlichen Schienen liegen zum Teil heute noch brach.

## Heutige Situation

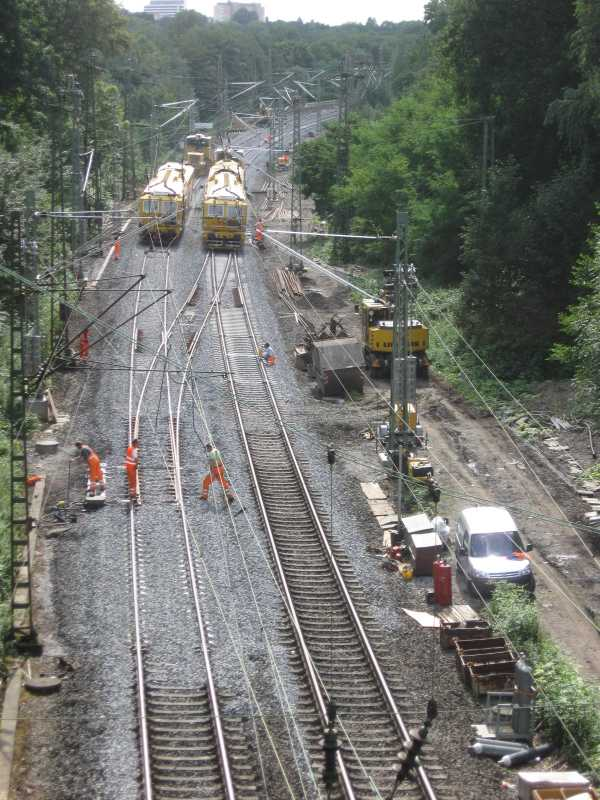
Bahnbauarbeiten an der Abzweigstelle Essen-Kray Süd

Die Bahnstrecke von Witten bzw. Dortmund nach Oberhausen bzw. Duisburg war seit ihrer Eröffnung von immenser Bedeutung für den Eisenbahnverkehr im Ruhrgebiet und wurde daher immer wieder ausgebaut und modernisiert, sechsgleisige Abschnitte waren keine Seltenheit. Ende der 1950er Jahre wurde mit der Errichtung der Oberleitung begonnen.
Heute ist die Hauptstrecke zwischen Dortmund und Duisburg auf ganzer Länge viergleisig (zwischen Essen und Bochum sowie zwischen Bochum-Langendreer und Dortmund teilweise auf räumlich getrennten Trassen) und elektrifiziert, zulässige Streckengeschwindigkeit ist zumeist 150 bis 160 km/h.
Die Strecken von und nach Witten sind zweigleisig und ebenfalls elektrifiziert, die westliche Anbindung ist für bis zu 120 km/h zugelassen, die östliche mit dem Tunnel Oberstraße für bis zu 140 bzw. 155 km/h.
Im November 2013 wurde bei Bauarbeiten im Gleisfeld von Essen Hauptbahnhof ein Bergbaustollen entdeckt, der 24 Meter unter den Gleisen verläuft. Aus Angst vor Erschütterungen wurde die Höchstgeschwindigkeit auf 5 km/h reduziert. Umfangreiche Umleitungen von Fernzügen waren erforderlich. Der Stollen wurde verfüllt, dabei wurden allerdings weitere Hohlräume unter den Gleisen festgestellt. Die Bauarbeiten dauerten bis Ende Dezember 2013.
Mehrere Strecken der Rhein-Ruhr-Achse (Mülheim (Ruhr)-Styrum – Duisburg Hbf, Mülheim (Ruhr)-Styrum – Essen Hbf, Essen Hbf – Bochum Hbf, Bochum Hbf – Dortmund Hbf) wurden 2014 als „überlasteter Schienenweg“ eingestuft. 2015 wurde ein erster Plan zur Kapazitätserhöhung vorgelegt. Im Dezember 2021 wurde ein fortgeschriebener Entwurf veröffentlicht.
Im September 2020 wurde durch den Brand eines Tanklastzuges mit Kraftstoff auf der A 40 unter anderem eine der beiden Brücken zerstört, mit der die Strecke die A 40 quert. Die Brücke wurde am 28. Dezember 2020 (Freigabetermin) durch eine Behelfsbrücke ersetzt.

## Zugangebot
Durchgängig befahren wird heute nur noch die Relation zwischen Dortmund Hauptbahnhof und Duisburg Hauptbahnhof, dies aber von allen Zuggattungen:
Schienenpersonenfernverkehr
Es verkehrt insbesondere der Intercity-Express auf der stündlichen Ost-West-Verbindung der ICE-Linie 10 (zwischen Berlin und Düsseldorf) und auf der zweistündlichen Nord-Süd-Verbindung der ICE-Linie 42 (zwischen Dortmund und München), dazu kommen weitere Züge der ICE-Linie 19, 41 (Duisburg – Essen stündlich) und der Linie 91.
Daneben verkehren zweistündlich Intercity der IC-Linien 30, 34 und 51, außerdem diverse Züge der Linie 26, 32 und 55.
Schienenpersonennahverkehr

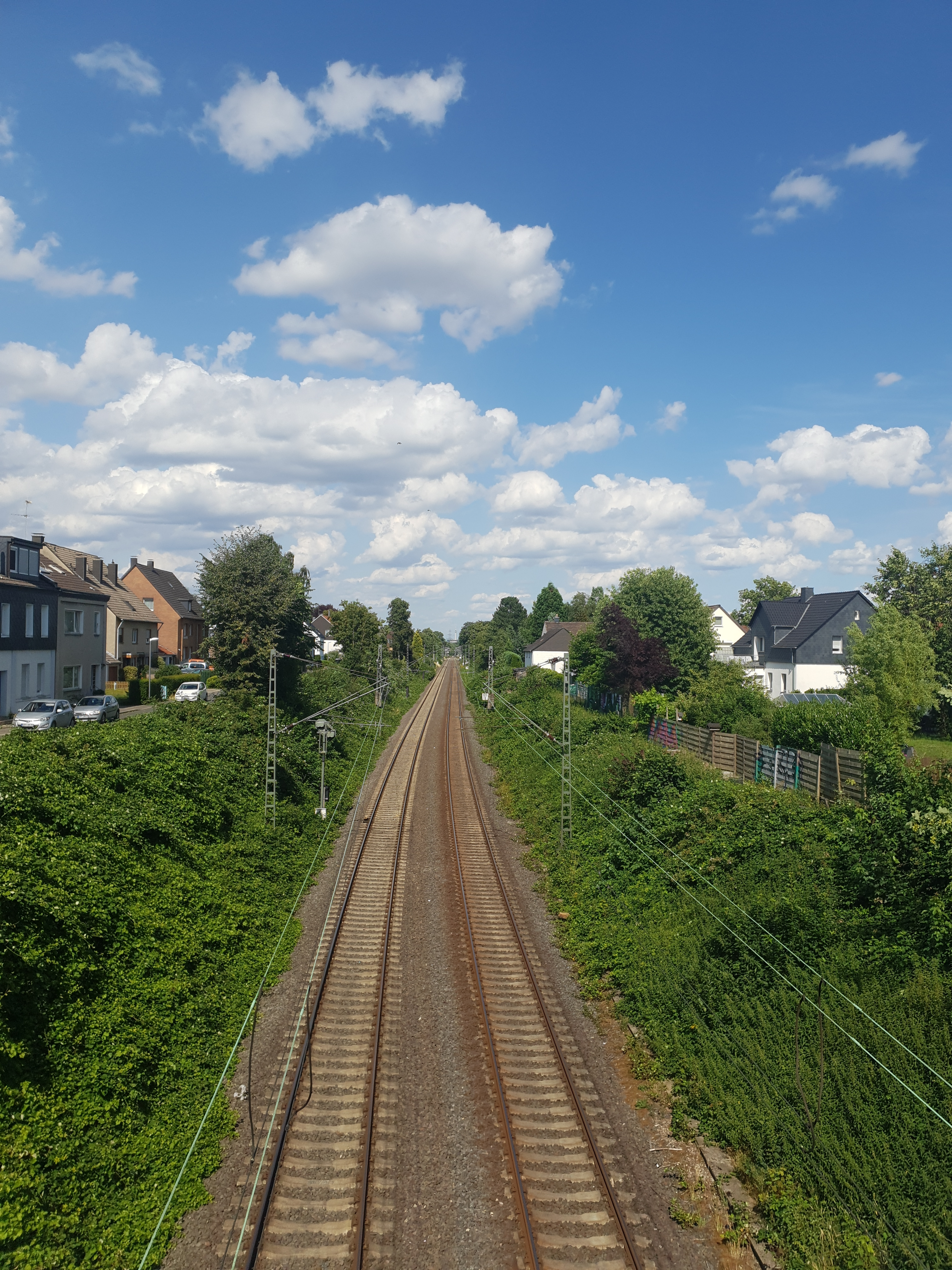
Die Bahnstrecke auf der Höhe von Wattenscheid-Höntrop

Das Rückgrat des Regionalverkehrs auf der Eisenbahn-Hauptachse des Ruhrgebietes ist der Regional-Express. Zwischen Dortmund Hauptbahnhof und Duisburg Hauptbahnhof verkehren stündlich der RE 1 „NRW-Express“, der RE 6 „Westfalen-Express“ und der RE 11 „Rhein-Hellweg-Express“.
Die Linie S 1 der S-Bahn Rhein-Ruhr fährt im Halb- oder Viertelstundentakt (letzterer zwischen Dortmund und Essen) ebenfalls auf der ganzen Relation zwischen Dortmund und Duisburg, dabei nutzt sie zwischen Dortmund und Bochum die neue Trasse von 1983 sowie zwischen Bochum und Essen den Originalverlauf über Steele. Eine Verdichtung erfährt die S-Bahn im Abschnitt zwischen Essen-Steele Ost und Mülheim-Styrum durch die S 3 auf ihrem Weg von Hattingen (Ruhr) Mitte nach Oberhausen Hauptbahnhof.
Der Streckenabschnitt nach Witten Hauptbahnhof wird aus Richtung Essen durch den RE 16 „Ruhr-Lenne-Express“ über Hagen Hauptbahnhof nach Iserlohn und etwa 30 Min versetzt durch die RB 40 „Ruhr-Lenne-Bahn“ nach Hagen befahren. Aus Richtung Dortmund fahren der RE 4 „Wupper-Express“ über Wuppertal nach Aachen und der RE 34 „Dortmund-Siegerland-Express“ über Finnentrop nach Siegen.
Den Abschnitt zwischen Essen Hbf und Duisburg Hbf nutzt der RE 2 „Rhein-Haard-Express“, an beiden Bahnhöfen wechselt er jeweils auf ehemals „Rheinische“ Strecken. Von Essen nach Duisburg–Krefeld–Mönchengladbach kommt die RB 33 „Rhein-Niers-Bahn“ hinzu.
Den kürzesten Streckenabschnitt befahren der RE 14 „Emscher-Münsterland-Express“ und die S 9, beide Linien kommen aus Richtung Gladbeck und folgen ab Essen-Dellwig Ost der Trasse der ehemaligen Bahnstrecke Mülheim-Heißen–Oberhausen-Osterfeld Nord, die in Höhe des Haltepunktes Essen-Frohnhausen in die S-Bahn-Strecke einfädelt, allerdings ohne Bahnsteiganschluss und somit ohne Halt. Die Linien RE 14 und RE 49 (Wesel–Wuppertal–Wesel) haben jedoch einen Halt in Essen West; der RE  14 wendet in Essen Hauptbahnhof. Es besteht ein angenäherter 15-Minuten-Takt zwischen Gladbeck West, Bottrop Hbf, Essen-Borbeck, Essen Hbf und Essen-Steele durch die Linien RE 14 / RE 49 und S 9. RE 49 und S 9 fahren weiter über die Verbindungskurve zur Strecke Essen-Wuppertal.

## Tarif
In den Zügen des Nah- und Regionalverkehrs kommt bei Fahrten innerhalb des Verkehrsverbundes Rhein-Ruhr (VRR) ausschließlich der Verbundtarif zur Anwendung. Bei Fahrten über die Verbundgrenzen hinaus gelten Übergangstarife zu den angrenzenden Verkehrsgemeinschaften, sowie der NRW-Tarif.
Für Fahrten mit den Zügen des Fernverkehres müssen auch innerhalb des VRR Fahrkarten der Deutschen Bahn AG gelöst werden.

## Besonderheiten
- Die ungewöhnliche Kilometrierung der Strecke (beginnend bei Kilometer 107,3 in Duisburg-Ruhrort) ist darin begründet, dass die Bahnstrecke Aachen–Mönchengladbach und die Bahnstrecke Mönchengladbach – Duisburg-Ruhrort der Aachen-Düsseldorf-Ruhrorter Eisenbahn-Gesellschaft mitgezählt wurden. Die Kilometrierung beginnt in Aachen (km 0,0) über Mönchengladbach (km 63,9) und Krefeld-Uerdingen Hp (km 93,7) nach Duisburg-Homberg (km 105,9). Es folgte das Trajekt Homberg–Ruhrort.
- Obwohl die Brücke über den Rhein-Herne-Kanal nur für ein Gleis vorgesehen war, war die Strecke in diesem Abschnitt bis zur Stilllegung der Strecke zweigleisig. Möglich wurde dies durch eine Gleisverschlingung im Bereich der Brücke, wodurch Weichen eingespart wurden (eine Blockstellensicherung wurde aber natürlich trotzdem benötigt)[5]. Nach der Stilllegung der Strecke wurde die Brücke abgerissen.
- Während der Bahndamm des Abschnitts zwischen Duisburg-Meiderich Süd und Duisburg-Ratingsee östlich der Bahnhofstraße noch gut zu erkennen ist, wurde der Bahndamm zwischen Bahnhofstraße und Singstraße komplett abgetragen, um für die Rampe der Stadtbahn Duisburg Platz zu schaffen, dort kommen nunmehr die Straßenbahnen der Linie 903 nach Unterquerung von Ruhr und Duisburg-Ruhrorter Häfen wieder ans Tageslicht.